# Jeune chambre de commerce de Québec
 (novembre 2021).
La Jeune Chambre de commerce de Québec (JCCQ) est un organisme sans but lucratif fondé en 1987. Regroupant plus de 700 membres actifs dans la communauté d’affaires de Québec, la Jeune Chambre de commerce de Québec (JCCQ) est un réseau convivial qui permet de créer des opportunités de développement personnel et professionnel durables. D’abord destinée aux jeunes cadres, professionnels, entrepreneurs et travailleurs autonomes âgés de 18 à 40 ans, la JCCQ accueille aussi les plus expérimentés.